# Златка дубовая
Златка дубовая, или златка бронзовая, (лат. Chrysobothris affinis) — вид жуков-златок. Длина тела взрослых насекомых (имаго) 8—15 мм. Тело со стороны спинки бронзовое или бронзово-чёрное. Брюшко одноцветное, бронзово-красное или металлически-зелёное. Обитают на дубе, буке, конском каштане, берёзе и некоторых других лиственных деревьях.